# ガレージロック
ガレージロック（Garage rock）は、1960年代半ば以降に台頭したロックの1ジャンルである。1970年代前半に一時忘れられたが、パンク・ニューウェイブ隆盛の1970年代後半以降に再評価された。

## 概要
ガレージロックとは、ガレージ（車庫）で練習するアマチュアバンドが多かったことに由来する名称である。1960年代のアメリカ合衆国を発祥としている。ザ・シーズ､シャドウズ・オブ・ナイト、スタンデルズ、カウント・ファイブ、シンジケート・オブ・サウンド、ディック・デイル、キングスメンなどが代表的ミュージシャンとして知られている。
1964年以降のビートルズやローリング・ストーンズ、ザ・フー、キンクスなどのイギリス出身バンドによる「ブリティッシュ・インヴェイジョン」の強い影響も受け、初期のロックンロールへの回帰の要素が強い草の根的ムーヴメントとして発展した。
レニー・ケイが編集したアルバム『ナゲッツ:オリジナル・アーティファクツ・フロム・ザ・ファースト・サイケデリック・エラ、1965-1968』に収録されたバンド群が、特によく知られている。同アルバムには1965年から1968年のガレージ・バンドが多数収録され、1972年に発表された。レニー・ケイは数年後に、パンクのパティ・スミス・グループに参加した。
60年代ガレージロックの範疇に括られるバンドは多い。彼らのサウンドは、ロックンロールのスタイルに則ったシンプルなコード進行の曲が多く、ロックの初期衝動がストレートに現れている。一方で忘れてはならないのが、60年代当時流行し始めたLSDなどの幻覚剤が音楽にもたらした効果である。ドラッグによるトリップ効果を表現しようという意図は、幻想的な曲作りや、ファズを多用した歪んだギターや、シタールなどのインド民族楽器の使用に繋がる。そのため、サイケデリック・ロックの萌芽を感じさせるバンドも存在した。
ロンドン・パンクが、1970年代後半に流行した。産業ロックなどの商業主義的に肥大化したロックに反抗した当時のパンク・ムーヴメントの中で、ロックの初期衝動に忠実ともいえる性急さを特徴とした60年代以前のガレージ・ロックの再評価がなされた。
1980年代以降のバンドは、やはりロックの初期衝動をストレートに表現している。尊敬するバンド、影響を受けたバンドとして60年代のガレージ・ロックやロックンロール・バンドを挙げるバンドが多い。しかし、新しい世代のバンドは、サイケ衝動とは縁遠く、若者の等身大の日常や世界観を持ったバンドが多いことが特徴である。
このジャンルには、オルタナティヴ・ロックのバンドも多くなった。リフ主体のギターサウンドが共通点である。煌びやかな音響処理やSEを多用した80年代風の産業ロック的音作りや、スタジオでの多重録音による音像とは距離を置いた、シンプルな音を持ったバンドが多い。それが録音環境の良くないインディー・ロック、アンダーグラウンドのバンドとなり、オルタナティヴ・ロック/ポストパンクの色彩を強めている。

## 詳細
ガレージロックのバンドの多くは、全米的にブレイクすることはなく、その存在は泡沫的なものであった。彼らは、アルバムよりもシングルを中心にリリースすることが多かった。それらのシングルの多くはプレス枚数も少ないため、希少価値のあるもので、手軽に入手するのは困難である。現代の聴き手は、コンピレーション・アルバム（オムニバス）を通じてガレージ・ロックに接することとなる。
ガレージロックは、70年代のロンドン・パンクシーンに大きな影響を与え、1980年に入りカレッジ・ラジオ/オルタナティヴ・ロックが全盛を迎えた時期までは注目されていた。だが、産業ロックやLAメタルなどのヘヴィメタルがアメリカで売れるようになると忘れられた存在となる。やがてヘヴィメタル人気が下火となり、オルタナティヴ・ロックがブームになった。1990年代にシアトルで起こったグランジムーブメントの旗手ニルヴァーナもガレージロックの影響を受けていて、その後のオルタナティブロック・ムーブメントに対して影響を与えた。そして21世紀には、ヒップ・ホップ、R&Bが全盛を迎え、それらのジャンルの売り上げが増え、ロック自体の売り上げが下降していった。
2000年代以降のガレージ・ロックとしては、ザ・ストロークスやザ・ホワイト・ストライプス、ザ・リバティーンズのほか、ローリング・ストーンズの影響を受けたジェットがあげられる。彼らの台頭により、ガレージロックは再び日の目を見ることとなった。2000年以降におけるガレージロックの再評価は「ガレージロック・リバイバル」と呼ばれた。現実にはヒップ・ホップやR&Bの台頭でロック・シーンは縮小し、CDの売り上げも落ちていたが、ロック専門誌によって持ち上げられた側面があった。これらのバンドの活躍は、世界の音楽界の一部の現象だった。

## 2000年代以降
1960年代のガレージロック・ムーブメントは少数のバンドがシングル・ヒットを出しただけだったが、リバイバルのバンドはメインストリームでの成功を果たしたバンドも存在した。代表的作品として最もよく挙げられるのはザ・ストロークスのファースト・アルバム『イズ・ディス・イット』であり、本国アメリカではなく英国で先にブレイクし、その後のガレージロック・リバイバルの後進バンドに大きな影響を与えた。その作風は、同じくニューヨークから生まれたヴェルヴェット・アンダーグラウンドやテレヴィジョンなどに通じる独特の雰囲気を持っていると評価された。ポストパンク・リバイバルの若者バンドの一部は、ストロークスからの影響を公言している。これらは、シンプルなサウンドのロックという意味で、70年代パンクとの類似性を指摘されることも多い。
その他には、ザ・ホワイト・ストライプスの4thアルバム『エレファント』など、元はアンダーグラウンドを主体に活動していたアーティストの中で、ムーブメントによってメジャー入りした作品も多い。ガレージロック・リバイバルの存在自体は、all musicもlast.fmも認めているが、ロックの占有率自体が、ヒップホップとクラブ・ミュージックの挟撃にあい、アメリカでは「2位に転落」した状況である。

## サブジャンル

### フリークビート/ガレージパンク
ガレージロックのサブジャンルとしては、フリークビートや、ソニックスらのガレージパンクがあげられる。

### フラットロック
サーフロックやホット・ロッド・ミュージックの影響が交錯した結果、しばしばガレージロックの初期のサブジャンルとして言及されるフラットロック（Frat rock）と呼ばれるエネルギッシュかつアップビートな音楽スタイルが生まれた。ザ・キングスメンが1966年に発表した「ルイ・ルイ」は、シアトルでローカルヒットした後、全米チャートで第1位を獲得し、やがて海外でも商業的な成功を収めた。ザ・キングスメンは、解読が困難な歌詞の中に下品な言葉が使用されているという苦情を受け、連邦捜査局の捜査対象となっていた。
フラットロックは、ザ・キングスメンをはじめとした太平洋岸北西部のアーティストとよく関連づけられるが、他の地域でも盛んな音楽スタイルとなっていた。1963年にはアメリカの他の地域出身のバンドのシングルが全米チャートにランクインし始め、その一例となるミネアポリス出身のザ・トラッシュメンの「サーフィン・バード」は、ザ・リヴィトンズがかつて録音した「The Bird is the Word」と「Papa Oom Mom Mow」を融合させた楽曲である。1964年初頭にはインディアナ州サウスベント出身のザ・リビエラズの「カリフォルニア・サン」がヒットを記録した。

## 主なミュージシャン

### 60'sガレージ・ロック
- キングズメン（キング「ス」メンではなく、キング「ズ」メン）
- ピンク・フェアリーズ
- デヴィアンツ
- エドガー・ブロートン・バンド
- ザ・トラッシュメン
- 13thフロア・エレベーターズ（The 13th Floor Elevators）
- アンボイ・デュークス（The Amboy Dukes）[16]
- バーバリアンズ（The Barbarians）[17][18]
- ブルー・チアー（Blue Cheer）[19]
- チョコレート・ウォッチバンド
- カウント・ファイブ
- ディック・デイル
- Downliners Sect
- イージー・ビーツ
- エレクトリック・プルーンズ
- Hasil Adkins
- イギー・ポップ&ザ・ストゥージズ（Iggy Pop & The Stooges）
- レジェンダリー・スターダスト・カウボーイ
- リンク・レイ（Link Wray）
- MC5
- ミュージック・マシーン
- ナッシュビル・ティーンズ
- ナッズ（The Nazz）[20]
- プリティ・シングス
- クエスチョン・マーク&ザ・ミステリアンズ
- ザ・リメインズ
- スクリーミング・ロード・サッチ（Screaming Lord Sutch）
- ザ・シーズ
- シャドウズ・オブ・ナイト
- ソニックス
- スタンデルズ（The Standells）[21]
- ストロベリー・アラーム・クロック
- シンジケート・オブ・サウンド（The Syndicate of Sounds）[22][23]
- ヴェルヴェット・アンダーグラウンド（The Velvet Underground）[24]

### 70'sガレージ・ロック
- ザ・クランプス
- イギー・ポップ
- フレイミン・グルーヴィーズ

### 80'sガレージ・ロック
- プライマル・スクリーム
- The Fuzztones
- The Gories
- Thee Headcoats

### 90'sガレージ・ロック
- The Devil Dogs
- The Mummies
- The Phantom Surfers
- The Trashwomen

### ガレージロック・リヴァイヴァル（2000年 - ）
- アークティック・モンキーズ（Arctic Monkeys）
- ザ・ヴァインズ（The Vines）
- ザ・キラーズ（The Killers）
- キングス・オブ・レオン（Kings of Leon）
- ザ・サブウェイズ（The Subways）
- ジェット（Jet）
- ザ・ストロークス（The Strokes）
- ザ・ダットサンズ（The Datsuns）
- 22-20s（トゥエンティトゥ・トゥエンティーズ）
- ザ・ハイヴス（The Hives）
- ブラック・レベル・モーターサイクル・クラブ（Black Rebel Motorcycle Club）
- ザ・フラテリス（The Fratellis）
- ザ・ホラーズ（The Horrors）
- ザ・ホワイト・ストライプス（The White Stripes）
- マンドゥ・ディアオ（Mando Diao）
- ザ・ラカンターズ（The Raconteurs）
- ザ・リバティーンズ（The Libertines）
- ロックスリー（Locksley）

### 日本のガレージ・ロック
- 頭脳警察
- Blankey jet city
- ギターウルフ
- MAD3
- Jet boys
- シーナ&ロケット
- 鮎川誠
- 毛皮のマリーズ
- 東京ロッカーズ
- アナーキー
- ザ・スターリン
- ボアダムズ
- 少年ナイフ
- イースタン・ユース
- LAUGHIN' NOSE
- THE BLUE HEARTS
- デキシード・ザ・エモンズ
- THEE MICHELLE GUN ELEPHANT
- THE NEATBEATS
- THE BAWDIES
- THE PINBALLS
- 女王蜂
- Killer Beach